# المسجد الزيداني (طبريا)
مسجد ظاهر العمر الزيداني هو أحد أهم مساجد فلسطين التاريخية والأثرية حيث بني المسجد على يد ظاهر العمر في طبريا، وهو إحدى مسجدين ارتبط اسمهما وبناؤهما بعائلة ظاهر العمر، حيث ان مسجد البحر هو اولهما، والمسجد الآخر هو مسجد ظاهر (أو كما يعرف باسم المسجد الزيداني، أو المسجد العمري نسبة إلى والد ظاهر العمر نفسه) الذي قام ببنائه وسط مدينة طبريا  سنة 1743م.

## أوصاف المسجد
المسجد مكون من طابقين: الطبقة الأولى أرضية، والثانية فوق سطح الأرض، في مدخل المسجد هنالك لافته رخاميه تشير إلى بناء هذا المسجد عام 1156هـ (عام 1743م). الطراز الخارجي لبناء المسجد يذكرنا بمسجد ايا صوفيا في إسطنبول في حين ان المدخل يذكرنا بطراز الفن المعماري المملوكي. له شكل معماري مميز، له ثلاثة قبب صغيرة، وحيطانه ذات شكل مثمن، بالإضافة إلى المئذنة الثمانية الشكل الشامخة التي تثبت مكانته.

## صيانة المسجد

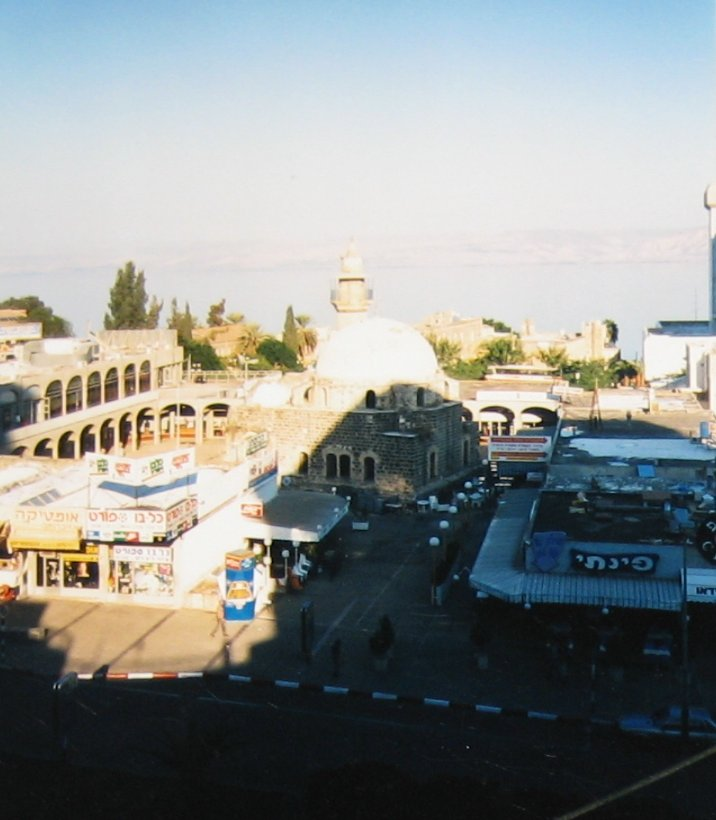
مسجد الزيداني من الأعلى.

المسجد متروك، وغير معتنى به من ناحية النظافة والترميم. وبعد أن توجهت مؤسسة الأقصى لبلدية طبريا، بهدف ترميم المسجد على نفقة مؤسسة الأقصى نفسها، رفضت بلدية طبريا هذا التوجه، مدعية انها هي بذاتها ستهتم بذلك. إلا أنها لم تقم بأي خطوة عملية في هذا الموضوع حتى هذا اليوم، علما أن المسجد مغلق أمام المصلين، بل ويمنع أي أحد من دخوله أو تنظيفه أو ترميمه بالرغم من انه تم الاعتداء عليه من قبل مجموعات يهودية متطرفة. هذا غير انه قامت بلدية طبريا باستعمال المسجد ليسكون مخزناً لمواد البناء خلال ترميمات البلطية في المركز التجاري المجاور للمسجد.